# (31716) Matoonder
(31716) Matoonder est un astéroïde de la ceinture principale.

## Description
(31716) Matoonder est un astéroïde de la ceinture principale. Il fut découvert le 10 mai 1999 à Socorro (Nouveau-Mexique) par le projet LINEAR. Il présente une orbite caractérisée par un demi-grand axe de 3,03 UA, une excentricité de 0,15 et une inclinaison de 3,5° par rapport à l'écliptique.

## Compléments